# Hartmut Krüger (Jurist)
Hartmut Krüger (* 30. August 1943 in Greifswald; † 8. Juli 1998 in Bonn) war ein deutscher Rechtswissenschaftler.

## Leben
Krüger verbrachte die ersten Lebensjahre in Greifswald, bevor seine Familie 1948 nach Niedersachsen übersiedelte. Er besuchte das Johanneum, ein traditionsreiches Gymnasium in Lüneburg. Dort legte er 1964 das Abitur ab. Anschließend studierte er Rechts- und Staatswissenschaften an den Universitäten Freiburg, Kiel und Speyer. Er legte beide juristischen Staatsexamen ab und wurde 1972 in Kiel mit der Arbeit Juristische Aspekte der paritätischen Mitbestimmung promoviert.
Nach einem Jahr in der Ministerialverwaltung des Landes Schleswig-Holstein ging Krüger an die Universität Regensburg, wo er als Assistent von Otto Kimminich arbeitete und sich im Jahr 1983 mit der Arbeit Kriterien verfassungsgemäßer Organisation der wissenschaftlichen Hochschulen in Österreich und der Bundesrepublik Deutschland habilitierte. Es folgten Lehrstuhlvertretungen an den Universitäten Göttingen, Regensburg und Köln. Dort erhielt er 1986 eine Professur für Öffentliches Recht, später erweitert auf deutsches und europäisches Wissenschaftsrecht.

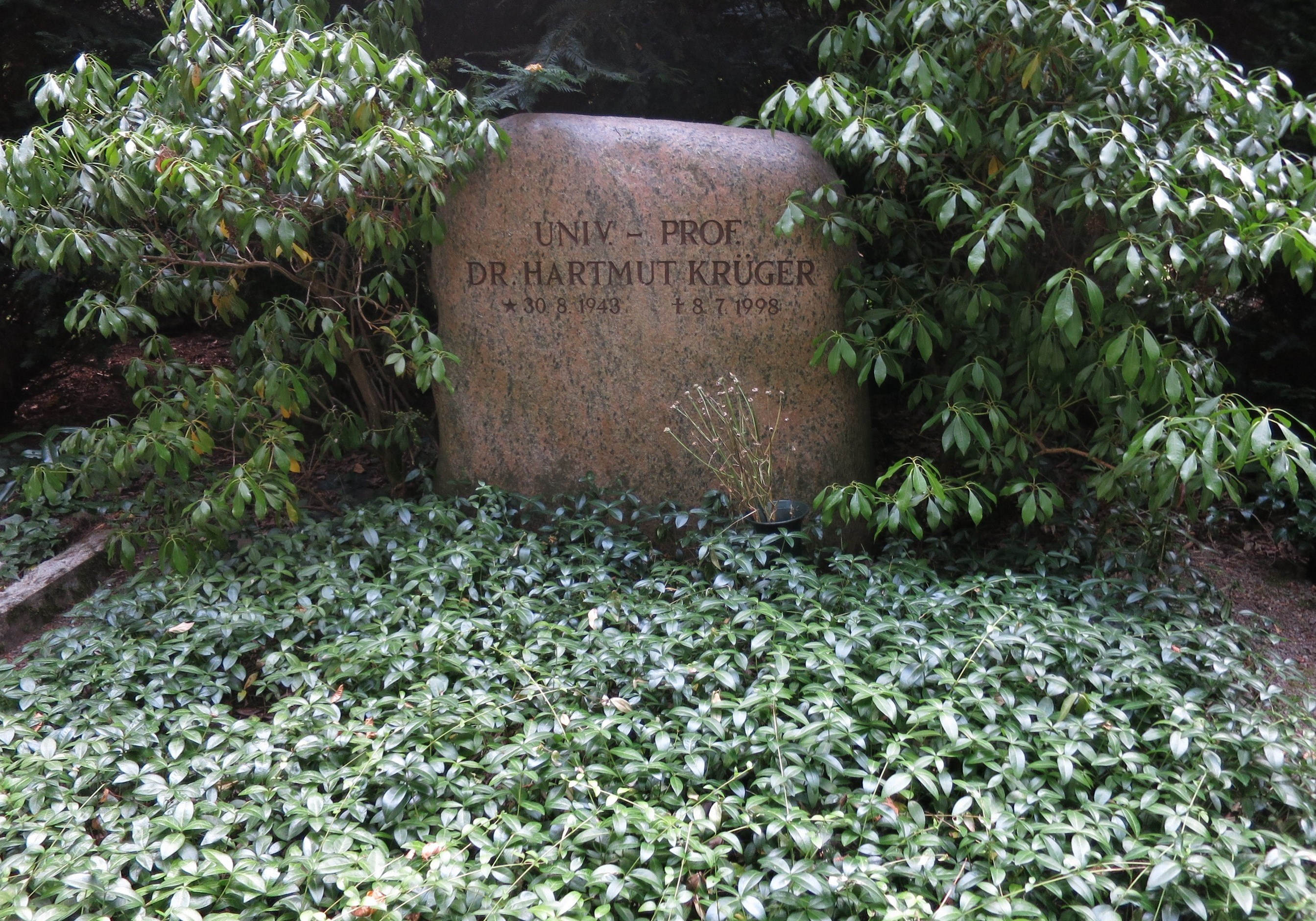
Grab Friedhof Melaten

1994 wirkte er maßgeblich mit bei der Gründung des „Vereins zur Förderung des deutschen & internationalen Wissenschaftsrechts“.
Krüger lehrte und forschte in Köln bis zu seinem Tod. Er war verheiratet und hatte zwei Kinder. Er starb 1998 im Alter von 54 Jahren und wurde auf dem Kölner Friedhof Melaten (Flur 36) beigesetzt.

## Schriften (Auswahl)
- Rechtsvergleichung im Wissenschaftsrecht. Mohr Siebeck, Tübingen 1992.
- Grundgesetz. Kommentar, hrsg. von Michael Sachs. C. H. Beck, München 1996 (Kommentierung der Art. 10, 11, 17, 18, 19, 91 a, 91 b).
- Mit Christian Flämig, Otto Kimminich, Ernst-Joachim Meusel, Hans-Heinrich Rupp, Dieter Scheven, Hermann Josef Schuster, Friedrich Graf Stenbock-Fermor (Hrsg.): Handbuch des Wissenschaftsrechts. Springer, Berlin u. a. 1996.